# Ida Wüst
Ida Wüst (Frankfurt am Main, 10 de outubro de 1884 – Berlim, 4 de outubro de 1958) foi uma atriz de teatro e cinema alemã, cuja carreira foi mais proeminente nos anos de 1920 e 1930 com produções filmadas na Universum Film AG.

## Filmografia selecionada
- Tragödie der Liebe Teil 1-4 (1923–1924)
- Die Puppenkönigin 1924 (1924)
- Kammermusik (1925)
- Tante Jutta aus Kalkutta (1953)
- Die süssesten Früchte (1953)
- Sonne über der Adria (1954)
- Die Barrings (1955)
- Die Herrin vom Sölderhof (1955)
- Roter Mohn (1956)